# Герб Розівського району
Герб Розівського району — офіційний символ Розівського району, затверджений 23 грудня 2004 р. рішенням сесії районної ради.

## Опис
Щит, поділений перекинуто вилоподібно. На першому золотому полі стоїть червоний ведмідь; на другому червоному стоїть золотий дракон; на третьому зеленому геральдична троянда. Щит увінчано короною з сімома зубцями й обрамлено з боків колосками пшениці й початками кукурудзи, обвитими малиновою стрічкою з золотим написом "Розівський район".